# Edificio sin terminar

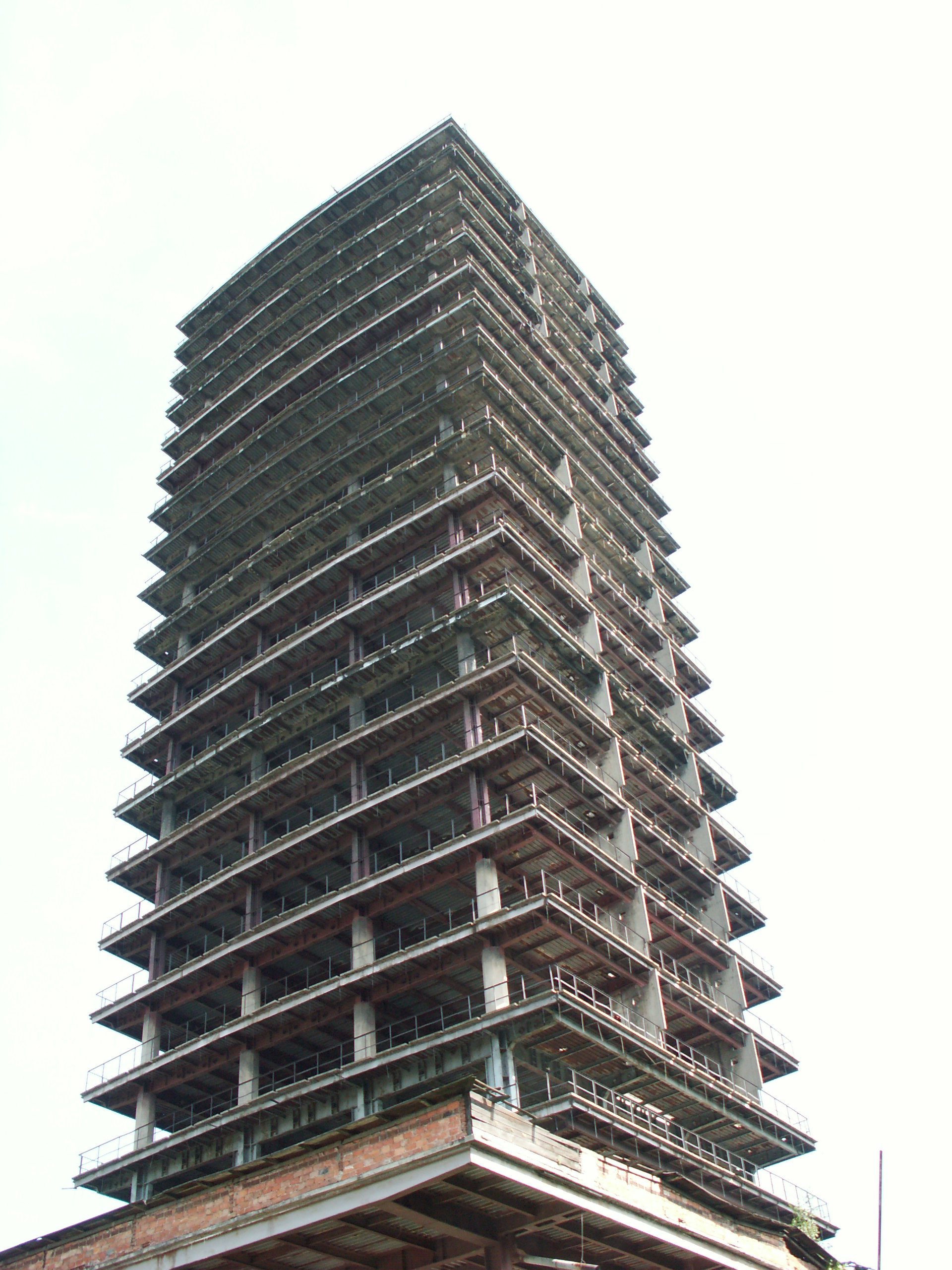
El Szkieletor en 2005, antes de continuar su construcción en 2016.

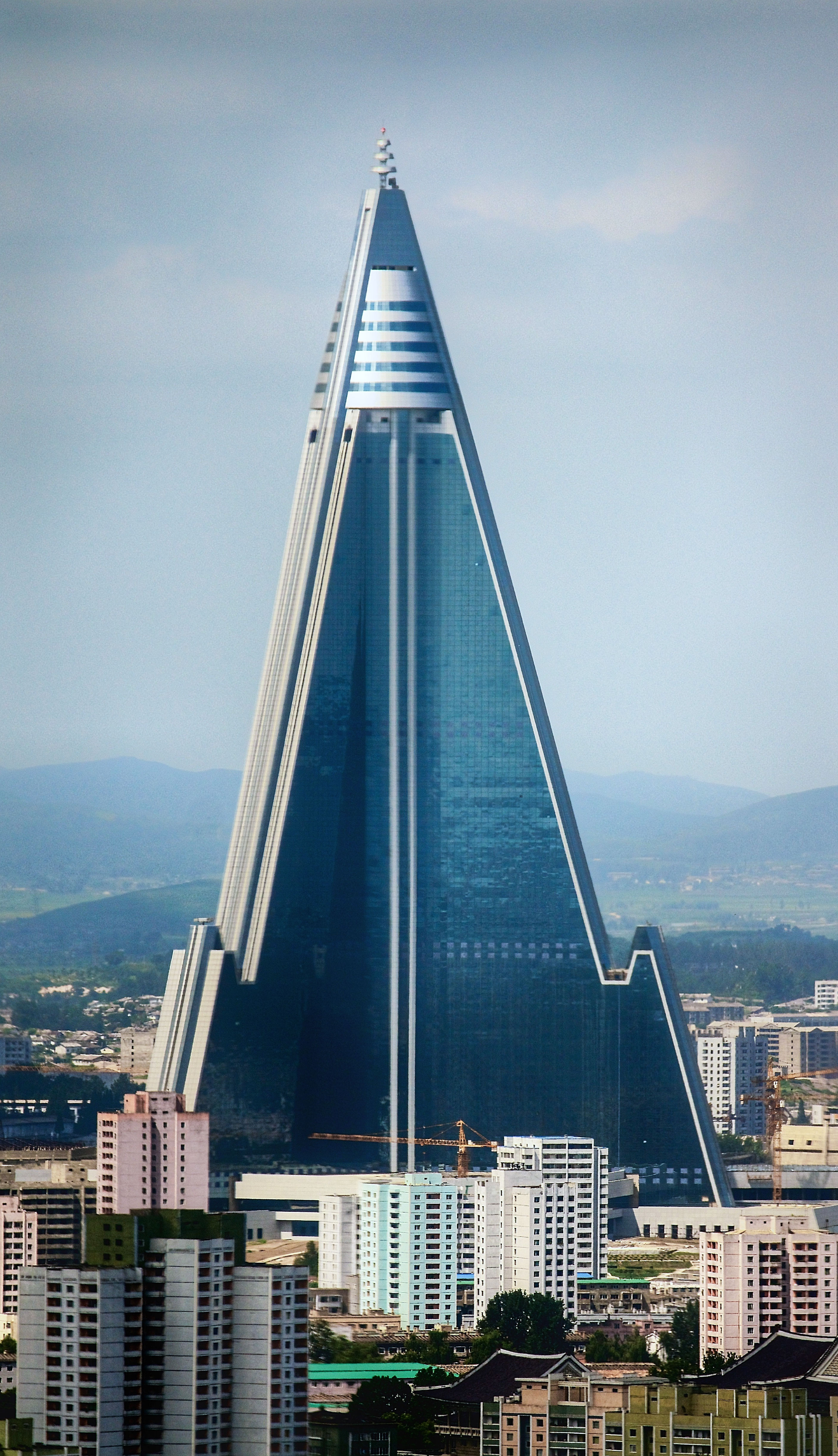
El Hotel Ryugyong podría haber sido el hotel más alto del mundo si se hubiera completado.

Un edificio sin terminar es una estructura arquitectónica (como una casa, un puente, una carretera o una torre) donde la construcción ha sido abandonada, suspendida por un período de tiempo indeterminado o que únicamente existe en planos. También puede referirse a un edificio en el inicio de su construcción, particularmente aquellos en los que la construcción ha sido retrasada o el trabajo en la obra ha progresado a un ritmo demasiado lento.
Muchos proyectos de construcción o de ingeniería han quedado sin terminar en diversas etapas de su desarrollo. El trabajo pudo haber quedado en un plano y nunca haber sido realizado, o haber sido abandonado durante su construcción.

## Edificios parcialmente construidos
Existen numerosos edificios que quedaron parcialmente construidos en varios países alrededor del mundo, algunos de los cuales pueden ser usados en su incompleto estado y otros que son únicamente un cascarón.
Algunos edificios se encuentran en un ciclo de próxima terminación aparentemente eterno, habiéndose trabajado en ellos por décadas o inclusive siglos.
Un ejemplo de estos últimos es el Hotel Ryugyong en Corea del Norte, que podría haber sido el hotel más alto en el mundo y el séptimo edificio más alto pero está deshabitado y no será completado debido a los costos y a la mala integridad estructural.
Sin embargo algunos proyectos son dejados sin terminar o con apariencia inacabadada de manera intencional, particularmente los denominados follys o caprichos construidos entre el final del siglo XVI y siglo XVIII.

### La Sagrada Familia, de Gaudí
Uno de los edificios en «eterna» construcción más conocidos es la Sagrada Familia de Antoni Gaudí (en Barcelona), una iglesia en construcción desde 1880 y cuya finalización se ha anunciado para el 2026.
Ha estado en construcción por más de 130 años, habiendo comenzado la obra en 1880. Los trabajos se retrasaron debido a la guerra civil española. En la época franquista se destruyeron los modelos originales y algunas partes del edificio mismo. Hoy en día, a pesar de que partes de la basílica están incompletas, es aun así el destino turístico más popular en Barcelona (con 1,5 millones de visitantes cada año). Gaudí pasó 40 años de su vida supervisando el proyecto y su cuerpo reposa en la cripta de esta iglesia.
La Catedral de Colonia (en Alemania) tomó mucho más tiempo en ser construida; la obra comenzó en 1248 y finalizó en 1880, con un total 632 años.

## Edificios (y otras estructuras arquitectónicas) nunca terminadas
- Duomo di Siena, en Siena (Italia)
- Abadía de la Santísima Trinidad, en Venosa (Italia)
- Goodwood House, en West Sussex (Inglaterra)
- Herrenchiemsee, en Baviera (Alemania)
- Catedral de Valladolid, en Valladolid (España)
- Woodchester Mansion, en Stroud, Gloucester (Inglaterra)
- Parliament House, en Wellington (Nueva Zelanda)
- Bishop Castle, en Colorado (EE. UU.)
- Super Power Building, en Clearwater (Florida)
- Boldt Castle, en Thousand Islands (Nueva York)
- National Monument, en Edinburgo (Escocia)
- Ajuda National Palace, en Lisboa (Portugal)
- Catedral de Cuenca, en Cuenca (España)
- Winchester Mystery House, en San José (California)
- Castillo Neuschwanstein, en Baviera Alemania
- Torre de la Escollera, en Cartagena (Colombia)
- Centro de Congresos y Convenciones de Bariloche, en San Carlos de Bariloche (Argentina)
- Centro Financiero Confinanzas, en Caracas (Venezuela)